# Goodenough-Gletscher
Der Goodenough-Gletscher ist ein großer Gletscher an der Rymill-Küste des Palmerlands im Südteil der Antarktischen Halbinsel. Er fließt südlich der Batterbee Mountains in westsüdwestlicher Richtung zum George-VI-Sund.
Teilnehmer der British Graham Land Expedition (1934–1937) unter der Leitung des australischen Polarforschers John Rymill entdeckten ihn 1936 bei der Erkundung des George-VI-Sunds. Rymill benannte ihn nach Margaret Goodenough, Ehefrau des Admirals William Edmund Goodenough (1867–1945) von der Royal Navy, Präsident der Ratsversammlung der Royal Geographical Society von 1930 bis 1933 und einer der Hauptspendensammler zur finanziellen Unterstützung der Forschungsreise.